# Pokémon Box: Rubino e Zaffiro
Pokémon Box: Rubino e Zaffiro (ポケモンボックス ルビー＆サファイア?, Pokemon Bokkusu Rubī & Safaia), o semplicemente Pokémon Box (ポケモンボックス?, Pokemon Bokkusu), è un gioco spin-off della serie Pokémon pubblicato per GameCube e venduto insieme al GameCube – Game Boy Advance link cable e a una memory card 59. È stato distribuito in Giappone il 30 maggio 2003 ed in America del Nord il 12 luglio 2004, ma solo attraverso il Pokémon Center di New York e il suo negozio online. Il gioco è stato distribuito in alcune parti di Europa sotto il nome di Pokémon Memory Magic a causa di alcuni problemi di traduzione e gli europei potevano ottenere il gioco soltanto utilizzando i punti del programma fedeltà di Nintendo of Europe o comprando il Pokémon Colosseum Mega Pack.

## Modalità di gioco
Il gioco è essenzialmente un sistema di archiviazione per i videogiochi Pokémon pubblicati su Game Boy Advance, permettendo ai giocatori di scambiare e conservare i propri Pokémon ottenuti in Rubino, Zaffiro, Rosso Fuoco, Verde Foglia e Smeraldo su una memory card per Gamecube. I giocatori possono poi organizzare e avere interazioni con i loro Pokémon sul Gamecube, ad esempio permettendo loro di accoppiarsi. Pokémon esclusivi possono essere ottenuti attraverso questo gioco.
Un'altra funzione permette di giocare a Rubino e Zaffiro sulla televisione grazie al cavo di collegamento GameCube – Game Boy Advance. Alcune opzioni, come quella di ottenere degli screenshot dei giochi, sono disponibili in questa modalità.
Un'altra aggiunta è la modalità "Esposizione", dove i giocatori possono creare e visualizzare figure dei Pokémon salvati nel gioco.
Il prodotto era pubblicizzato sulla confezione solo come sistema di trasferimento per Rubino e Zaffiro, ma di fatto funziona in tal senso anche per Rosso Fuoco, Verde Foglia e Smeraldo. Alcune caratteristiche aggiuntive, come l'emulazione del GBA, funzionano solo con Rubino e Zaffiro.

## Accoglienza
Nintendo si riferì al gioco come «il software Pokémon più esclusivo offerto ai fan nordamericani di Pokémon», ma è stato generalmente recepito come un gioco non necessario, ricevendo un punteggio del 50% su GameRankings basato su una recensione. Craig Harris di IGN ha definito il gioco con un "Meh" assegnandogli un punteggio di 5 su 10, elogiando l'interfaccia, che rende l'organizzazione dei Pokémon molto più semplice che sull'interfaccia dei giochi per Game Boy Advance, e la funzione di emulazione che permette di giocare Rubino e Zaffiro sul Gamecube. Ha anche affermato che il gioco è un buon affare a causa dell'inclusione di una memory card e di un link cable. Tuttavia, Harris ha notato come la modalità "Esposizione" fosse «completamente inutile e fuori luogo» e come il gioco fosse carente; infatti Harris scrive: «È mirato specificamente ai fan sfegatati dei Pokemon, ma richiede così tanti elementi specifici per essere effettivamente utile a chiunque». Allgame ha dato al gioco un punteggio di tre stelle e mezzo su cinque.